# Ловинобања
Ловинобања (слч. Lovinobaňa) насељено је мјесто са административним статусом сеоске општине (слч. obec) у округу Лучењец, у Банскобистричком крају, Словачка Република.

## Становништво
| Година:    | 1994. | 2004.   | 2014.   | 2024.   |
| ---------- | ----- | ------- | ------- | ------- |
| Број људи: | 2038  | 2101    | 2104    | 1900    |
| Разлика:   |       | +3,09 % | +0,14 % | -9,69 % |

| Година:    | 2023. | 2024.   |
| ---------- | ----- | ------- |
| Број људи: | 1907  | 1900    |
| Разлика:   |       | -0,36 % |

Према подацима о броју становника из 2011. године насеље је имало 2.168 становника.